# Der braune Bomber
Der braune Bomber (Originaltitel: The Joe Louis Story) ist eine US-amerikanische Filmbiografie des Regisseurs Robert Gordon aus dem Jahr 1953. Der Film schildert das Leben und die Karriere des Boxweltmeisters Joe Louis.

## Handlung
Der Journalist Tad McGeehan ist mit dem Boxweltmeister Joe Louis befreundet. Es ist Oktober 1951 und gerade hat Louis seinen Kampf gegen Rocky Marciano verloren. Wehmütig beginnt McGeehan die Geschichte seines Freundes niederzuschreiben.
Der Teenager Joe Louis lebt 1932 in Detroit. Eines Tages nimmt ihn sein Freund Johnny Kingston zum Boxtraining mit. Joe verpasst damit seinen Geigenunterricht. Mit einem blauen Auge kommt er nach Hause, doch er besucht weiterhin das Boxtraining anstelle der Geigenstunden. Schon bald wird offensichtlich, dass Joe ein talentierter Boxer ist. Joes Mutter kommt hinter das Geheimnis ihres Sohnes, der das Geld für den Geigenunterricht für das Boxtraining aufbraucht. Sie gibt ihm ihren Segen gegen das Versprechen, dass Joe vollen Einsatz zeige.
1934 gewinnt Joe die Golden Gloves. Der Manager Julian Black nimmt ihn unter der Vertrag, der ehemalige Boxer Jack Blackburn wird sein neuer Trainer. Es folgen weitere Siege, die die Manager des Madison Square Gardens in New York City auf ihn aufmerksam machen. Joe hat kein Interesse an einer Zusammenarbeit mit Mike Jacobs, vielmehr fühlt er sich zu der attraktiven Marva Trotter hingezogen. Joe unterzeichnet nun doch den Vertrag mit Jacobs und reist nach New York. Hier begegnet er wieder Marva. Beide beginnen eine Beziehung und heiraten. Die Hochzeitsfeier wird von Jack Blackburn unterbrochen, der Joe daran erinnert, dass er gegen Max Baer zu kämpfen habe. Joe gewinnt den Kampf durch K. o. in der vierten Runde. Mit dem Preisgeld unternimmt er eine ausgiebige Einkaufstour. Durch diese Tour ist er schnell verschuldet. Joes Übermut führt zu einer Niederlage gegen den Deutschen Max Schmeling. Joe muss zugeben, dass er sich nicht richtig auf den Kampf vorbereitet habe.
Die nächsten zwei Jahre bereitet er sich auf einen Rückkampf mit Schmeling vor. Zusätzliche Motivation zieht er aus der Nachricht, dass Hitlers Theorie der arischen Überlegenheit bei einem Sieg Schmelings Anerkennung finden würde. 1937 wird er nach einem Sieg über Jim Braddock Weltmeister. Im Juni 1938 kommt es dann zum Rückkampf mit Schmeling, den Joe durch K. o. in der ersten Runde gewinnt. Unterdessen verlangt Marva die Scheidung, doch Joe verweigert diese. Er will seine Ehe retten. In den folgenden Jahren gewinnt Joe alle Kämpfe. Bei Ausbruch des Zweiten Weltkrieges tritt er der US-Armee als Rekrut bei. Sein Trainer Jack stirbt 1942, Mannie Seamon wird sein Nachfolger.
Joe kehrt aus dem Krieg zu seiner Frau und seiner neugeborenen Tochter zurück. Er erkennt, dass er hohe Steuerschulden hat und ist gezwungen, in den Ring zurückzukehren. Marva verlangt daraufhin wieder die Scheidung. Nachdem er seine Schulden zurückzahlen konnte, tritt er vom Boxsport zurück. Bald kommen Gerüchte über ein Comeback auf. Sein Freund McGeehan versucht, Joe an einem Comeback zu hindern, doch Joe tritt 1951 noch einmal zu einem Kampf gegen Rocky Marciano an, den er verliert.

## Kritiken
Das Lexikon des Internationalen Films bezeichnet das Werk als sehr freundliche Biografie, die sich durch ausgezeichnete darstellerische Leistungen und die eingearbeiteten Reportagen über Boxkämpfe auszeichne. Die Kritiker der US-amerikanischen katholischen Bischofskonferenz bemängelten die Pauschalisierung der Geschichte, lobten aber die eingearbeiteten Boxreportagen, die zu einer überzeugenden Ehrung des großen Boxers beitrugen.

## Hintergrund
Die Uraufführung fand am 18. September 1953 statt. In Deutschland wurde der Film erstmals am 5. April 1957 in einer um sechs Minuten gekürzten Fassung gezeigt.
Die eingearbeiteten Reportagen zeigen Joe Louis in seinen Kämpfen gegen Max Baer, Max Schmeling, Jim Braddock und Primo Carnera mit Berichten des Journalisten Walter Winchell. In einer Kleinrolle ist der Jazzpianist Ellis Larkins zu sehen. In den Spielszenen wurde Max Schmeling von William Thourlby dargestellt. Hauptdarsteller Coley Wallace, der hier sein Filmdebüt gab, konnte bei einem Amateurkampf 1948 Rocky Marciano schlagen.